# SDX
SDX（エスディーエックス）は、バンダイの販売によるSDガンダムのフィギュアシリーズである。

## 概要
元祖SDガンダムの登場から20年を経た2008年にSDガンダムシリーズの新ブランドとして立ち上げられたシリーズ。可動やスタイル、ギミックの他に手に取った際の重量感にも重点が置かれており、一部に金属パーツが使われている。

## 商品一覧
| 商品名                                            | 発売時期            | 備考 |
| ------------------------------------------------- | ------------------- | --- |
| 騎士ガンダム[烈伝版]                              | 2008年012月20日     | 初回特典として復刻版カードダス1番『騎士ガンダム』付属 |
| フルアーマーナイトガンダム                        | 2009年03月25日      | 烈伝版とは異なりアニメ版の等身デザイン。霞の鎧、力の盾、炎の剣の他に初期鎧への換装が可能 |
| サタンガンダム                                    | 2009年07月18日      | ジムヘンソンJr＆ドラゴンベビー付属。ブラックドラゴンへの換装が可能。胸部の星はオリジナルとは異なり八芒星に変更。 |
| SDV-04 コマンドガンダム                           | 2009年08月08日      | フレームガンダムへの換装が可能 |
| 騎士ガンダム[烈伝版] メッキVer.                   | 2009年011月13日発送 | 魂ウェブ商店限定販売 |
| スペリオルドラゴン                                | 2009年010月24日     | 龍形態への換装が可能 初回版にエフェクト状態の剣が付属 |
| バーサルナイトガンダム                            | 2009年012月19日     | 軽装形態への換装が可能 |
| SDV-04HWG ヘビィウェポンコマンドガンダム          | 2010年01月22日発送  | 魂ウェブ商店限定販売 武装をメガバズーカランチャーモードに合体させることが可能 |
| フルアーマーナイトガンダム 伝説の巨人編ver.       | 2010年02月19日発送  | 魂ウェブ商店限定販売 フルアーマーナイトガンダムの霞の鎧メッキ仕様バージョンに光の弓矢と真実の鏡が追加 素体と初期鎧は銀色からメタリックライトブルー（マスク部分のみ通常版と同じ銀色）、スライムアッザムもベスカラーに変更されている                          |
| ネオブラックドラゴン                              | 2010年02月27日発売  | |
| ZMK-178 マスクコマンダー                          | 2010年04月17日発売  | にせガンダムMk-IIへの換装が可能 |
| 法術士ニュー                                      | 2010年05月22日発売  | 多彩に連結することのできる魔法光エフェクトが付属 |
| CAPG-78 キャプテンガンダム                        | 2010年06月25日発売  | ガンビーグルモードへ変形可能 |
| 龍装劉備ガンダム                                  | 2010年010月下旬発売 | |
| 剣士ゼータガンダム                                | 2011年06月発送      | 魂ウェブ商店限定販売 愛馬「アーガマ」が付属 |
| 聖機兵ガンレックス                                | 2011年010月発送     | 魂ウェブ商店限定販売 封印状態への換装が可能 胴体内部に他のアイテムを収納可能 |
| 灼熱騎士ガンダムF91                               | 2012年02月発送      | 魂ウェブ商店限定販売 軽装状態を基本として「円卓の騎士編」時と「聖機兵物語」時の双方の鎧をそれぞれ換装することが可能 |
| キングガンダムII世                                | 2012年05月発送      | 魂ウェブ商店限定販売 愛馬「ブランリヴァル」が付属 |
| 闘士ダブルゼータガンダム                          | 2012年08月発送      | 魂ウェブ商店限定販売 マントとバックパックを換装可能 |
| 騎士アレックス                                    | 2012年012月発送     | 魂ウェブ商店限定販売 マントとバックパックを換装可能 封印の鎧と、導きのハープを保持できるフラウ姫の模造品が付属 |
| アルガスシャドウ                                  | 2013年03月発送      | 魂ウェブ商店限定販売 ゼータシャドウ、ダブルゼータシャドウ、ニューシャドウの3体セット 剣士Z＆闘士ZZ＆法術師νのリペイントだが設定通り左右反転しているため、剣士Zの肩鎧やマントは新規造形 また、龍の盾＆獅子の斧＆梟の杖はジオン三魔団カラーに変更されている。 |
| スペリオルドラゴンSR                              | 2013年08月発送      | 魂ウェブ商店限定販売 龍形態への換装が可能 |
| エクスワイバリオン                                | 2013年010月発送     | 魂ウェブ商店限定販売 別売のスペリオルドラゴンSRを、スペリオルドラゴンEXへの換装が可能 |
| アレックスシャドウ                                | 2013年011月発送     | 魂ウェブ商店限定販売 騎士アレックスのリペイント版。設定には存在しないが封印の鎧が付属（ノーマル版とは違いフラウ姫は削除） |
| 皇騎士ガンダム                                    | 2014年04月発送      | 魂ウェブ商店限定販売 第二章『流星の騎士団』剛の鎧装備版と通常形態への換装が可能 （厳密には第一章『ヴァトラスの剣』では白に近い水色なので完全再現ではない）                                                                                                  |
| バーサルシャドウ                                  | 2014年06月発送      | 魂ウェブ商店限定販売 バーサル騎士ガンダムのリペイント版。軽装形態への換装が可能（胸のマークはジオンに変更） |
| 武者頑駄無                                        | 2014年08月発送      | 魂ウェブ商店限定販売 軽装携帯への換装が可能な他、多数のオプションが付属 |
| FF-0 ファイナルフォーミュラー                     | 2015年04月発送      | 魂ウェブ商店限定販売 多数のオプションが付属 |
| 三代目頑駄無大将軍                                | 2015年07月発送      | 魂ウェブ商店限定販売 新星鳳凰との合体で超鳳凰への換装が可能な他、多数のオプションが付属 生産時に胸部の『アス』の玉の模様が上下逆というエラーがあったため希望者に修正版のパーツが送付された。                                                                |
| スペリオルドラゴンEx-AS                           | 2015年012月発送     | 魂ウェブ商店限定販売 スペリオルドラゴンSRの素体とエクスワイバリオンのメッキ部分の色変更に追加パーツ |
| 黄金神スペリオルカイザー                          | 2016年09月発送      | 魂ウェブ商店限定販売 Sスペリオルドラゴンと暴竜カイザーワイバーンへの分離も可能 |
| 大福将軍                                          | 2016年011月発送     | 魂ウェブ商店限定販売 三代目頑駄無大将軍のリデコ（色以外にバトルマスク＆アニマルスピリット追加、鍬形と肩鎧＆腕鎧、胸部＆背面エンブレム、刀が月光剣に変更） 新星鳳凰との合体で超鳳凰への換装が可能な他、多数のオプションが付属。                              |
| 神聖騎士ウイング                                  | 2017年05月発送      | 魂ウェブ商店限定販売 守護天使ヒイロの交換用頭部を始め、多数のオプションが付属。 |
| 太陽騎士ゴッドガンダム                            | 2017年010月発送     | 魂ウェブ商店限定販売 |
| 龍機ドラグーン                                    | 2018年011月発送     | 魂ウェブ商店限定販売 魔龍形態から騎士型への完全変形が可能な他、魔龍剣士ゼロガンダムのミニフィギュア等が付属。 |
| 太陽騎士ゴッドガンダム 明鏡止水ゴールドバージョン | 2019年05月発送      | 魂ウェブ商店限定販売 |
| スペリオルドラゴンダーク                          | 2019年08月発送      | 魂ウェブ商店限定販売 |